# ويليام ك. إيفرسون
ويليام ك. إيفرسون (بالإنجليزية: William K. Everson)‏ هو ناقد سينمائي وصحفي أمريكي، ولد في 8 أبريل 1929 في يوفيل في المملكة المتحدة، وتوفي في 14 أبريل 1996 في نيويورك في الولايات المتحدة بسبب سرطان البروستاتا.

## وصلات خارجية
- ويليام ك. إيفرسون على موقع IMDb (الإنجليزية)